# Up in Flames
«Up in Flames» és una cançó de la banda britànica Coldplay pertanyent a l'àlbum Mylo Xyloto.
Martin va concebre la cançó durant les hores prèvies a l'actuació que van realitzar a l'iTunes Festival celebrat el 22 de juliol de 2011 a Londres. Algunes parts es van enregistrar entre bastidors del Roundhouse. Llavors fou enregistrada a correcuita per ser inclosa en la darrera versió de l'àlbum. De fet, fou la darrera cançó enregistrada pel disc i quan moltes de les cançons ja eren mesclades i masteritzades.
La primera interpretació en directe la van realitzar tot just una setmana després d'haver-se enregistrat a Austin (Estats Units). Llavors va esdevenir fixa en la llista de cançons interpretades durant la gira Mylo Xyloto Tour.

## Llista de cançons
| 1. | «Up in Flames» (edició ràdio) | 2:47 |

| 1. | «Up in Flames» (versió àlbum) | 3:13 |